# Gwiazda AGB

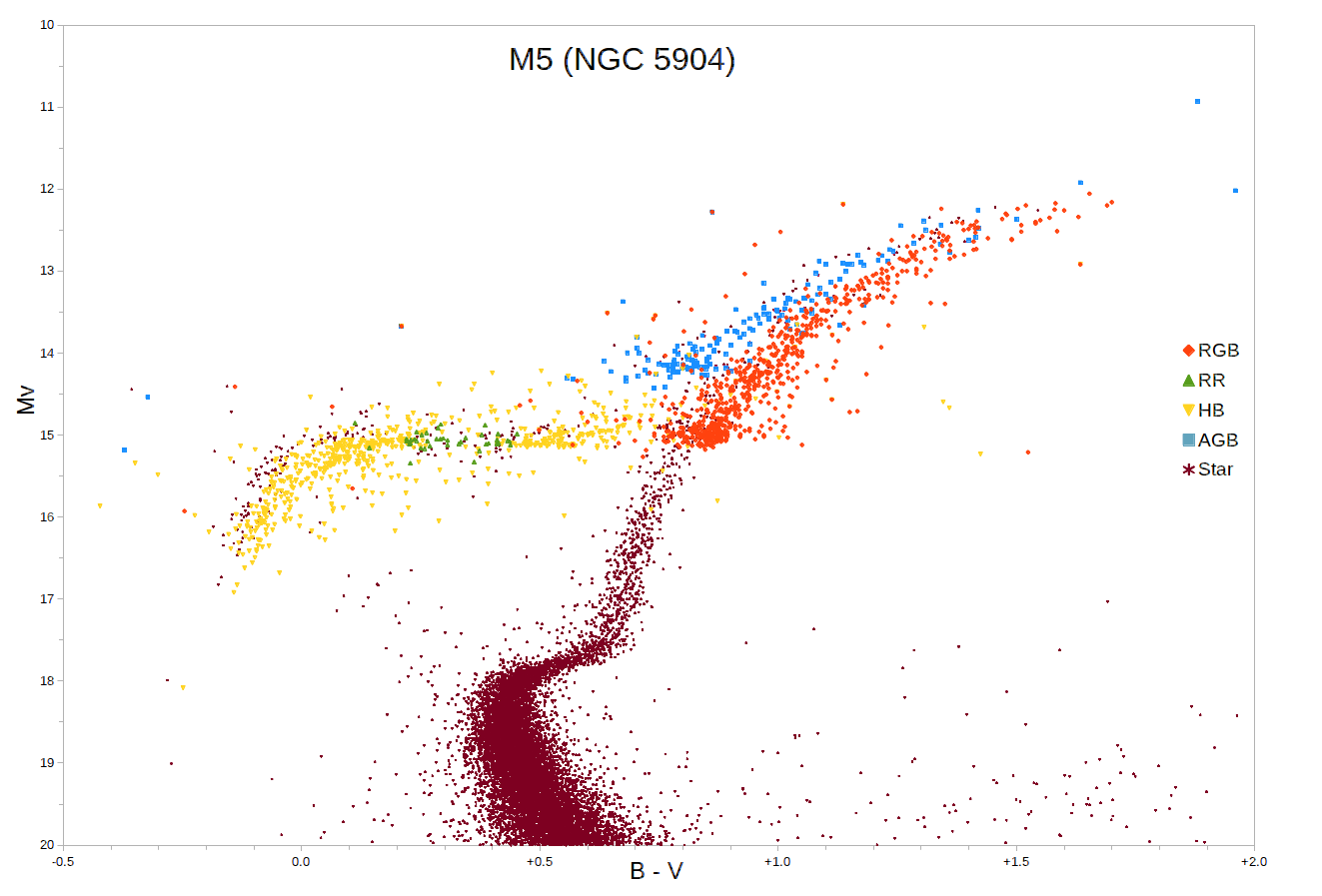
Diagram H-R dla gromady M5, gwiazdy AGB zaznaczono na niebiesko

Gwiazda AGB (ang. Asymptotic Giant Branch - gwiazda na asymptotycznej gałęzi olbrzymów diagramu Hertzsprunga-Russella) – odewoluowana forma gwiazdy o małej masie (od ok. 0,5-0,6 do ok. 8-10 mas Słońca). Obserwacyjnie, gwiazda taka ma postać czerwonego olbrzyma. We wnętrzu gwiazdy znajduje się kolejno zdegenerowane jądro węglowo-tlenowe, powłoki helowa i wodorowa, w których zachodzą reakcje syntezy jądrowej, oraz gruba wodorowa otoczka.
Nazwa gałęzi bierze się stąd, że w tym stadium ewolucji gwiazda po raz kolejny przesuwa się na prawo i do góry diagramu HR, zbliżając się do czerwonych olbrzymów. 
Charakterystyczne dla gwiazd AGB są pulsy termiczne, spowodowane niejednostajną produkcją energii w wyniku reakcji zachodzących w powłokach. W wyniku reakcji wychwytu neutronów w procesie s w widmach gwiazd AGB mogą pojawiać się linie pierwiastków ciężkich.
Pod koniec fazy AGB gwiazda bardzo szybko traci masę w wyniku wiatru. Etap ten kończy się wyrzutem mgławicy planetarnej.